# 熊野神社 (南会津町)
熊野神社（くまのじんじゃ）は、福島県南会津郡南会津町にある神社。同じ境内に田出宇賀神社が鎮座しており、社殿（拝殿）は同一で、向かって左が熊野神社、右が田出宇賀神社となっている。7月22日から24日にかけて会津田島祇園祭が行われる。

## 祭神
- 伊邪那美命
- 速玉男命
- 事解男命

## 由緒
- 神亀5年（728年）、文武天皇御作とされる三体の神像（伊邪那美命・伊邪那岐命・大日霊女命）を勧請し、御祭神として祀ったのが始まりとされる。
- 慶長8年（1603年）、町内の新町と元町唐松元に鎮座していた熊野社が、現在の宮本地区に熊野三社として合祀されたと伝えられる。

## 所在地
- 福島県南会津郡南会津町田島宮本甲620